# Coenraad Alexander Verrijn Stuart
Coenraad Alexander Verrijn Stuart (Weesp, 22 oktober 1865 - Zeist, 26 oktober 1947) was een Nederlands econoom.
Verrijn Stuart is een telg uit het geslacht Stuart en studeerde rechten aan de Universiteit van Amsterdam, waar hij in 1890 promoveerde op het proefschrift Ricardo en Marx. Eene dogmatisch-historische studie. Nicolaas Gerard Pierson was zijn leermeester. Hij zou in zijn wetenschappelijke carrière werken in de traditie van de Oostenrijkse School.
Verrijn Stuart was de eerste directeur (1899) van het Centraal Bureau voor de Statistiek. Verder was hij redacteur bij De Economist. Hij was hoogleraar in Groningen en  Utrecht; in Utrecht werd hij in 1934 opgevolgd door zijn zoon G.M. Verrijn Stuart. G.M. Verrijn Stuart werd later ook directeur van de Amsterdamsche Bank en voorzitter van de Sociaal-Economische Raad .